# Dehaasia corynantha
Dehaasia corynantha är en lagerväxtart som beskrevs av Kostermans. Dehaasia corynantha ingår i släktet Dehaasia och familjen lagerväxter. Inga underarter finns listade i Catalogue of Life.